# Higinio Moríñigo
Higinio Moríñigo Martínez, född 11 januari 1897 i Paraguarí, Paraguay, död 27 januari 1983 i Asunción, var en paraguayansk politiker och militär och landets president 1940–1948. Innan han blev president hade han även varit inrikesminister samt krigsminister. Staden i General Higinio Morínigo i departementet Caazapá är uppkallad efter honom.
Moríñigo utsågs med stöd från både armén och det styrande liberala partiet till tillförordnad president den 7 september 1940 efter att president José Félix Estigarribia omkommit i en flygolycka. Redan den 30 september avgick dock samtliga liberala ministrar från regeringen i protest mot Moríñigos konservativa och allt mer auktoritära politik. Den 16 oktober samma år meddelade Moríñigo att det nyval som planerades efter president Estigarribias död skulle skjutas upp med två år och styrde därefter som diktator med stöd av framför allt armén och det konservativa Coloradopartiet, som i praktiken blev det enda tillåtna.
Moríñigo valdes formellt till president 1943 i ett val där han var den ende kandidaten. Hans tid vid makten präglades av politiska och sociala oroligheter.
1946 tilläts återigen andra politiska partier och samma år bildade Moríñigo en koalitionsregering bestående av Coloradopartiet, Liberala partiet och det socialdemokratiska Revolutionära Feberistapartiet. Koalitionsregeringen kollapsade dock efter bara några månader sedan både liberalerna och feberista-anhängarna lämnat regeringen i protest då de ansåg att Moríñigo sympatiserade för starkt med Coloradopartiet.
Detta ledde i mars 1947 till att liberaler, socialister och kommunister tillsammans med större delen av officerskåren reste sig mot Moríñigos regering i ett väpnat uppror som blivit känt som Paraguayanska inbördeskriget. Upproret slogs dock ner i augusti samma år. Efter inbördeskriget blev Coloroadopartiet officiellt det enda tillåtna partiet i Paraguay och en omfattande förföljelsekampanj inleddes i jakt på socialister och liberaler.
Inbördeskriget försvagade dock Moríñigos maktställning avsevärt och i valet 1948 tvingades han avböja att ställa upp för omval. Inledningsvis tilläts han dock sitta kvar som överbefälhavare för armén, en post han innehaft parallellt med presidentämbetet, men tvingades senare samma år i exil till Argentina.
Efter Alfredo Stroessners maktövertagande 1954 tilläts han återvända till Paraguay och levde därefter ett tillbakadraget liv i Asunción under återstoden av sitt liv. Han avled den 27 januari 1983, 86 år gammal.